# Munzig
Munzig ist ein Ortsteil der Gemeinde Klipphausen im Landkreis Meißen, Sachsen.

## Geographie

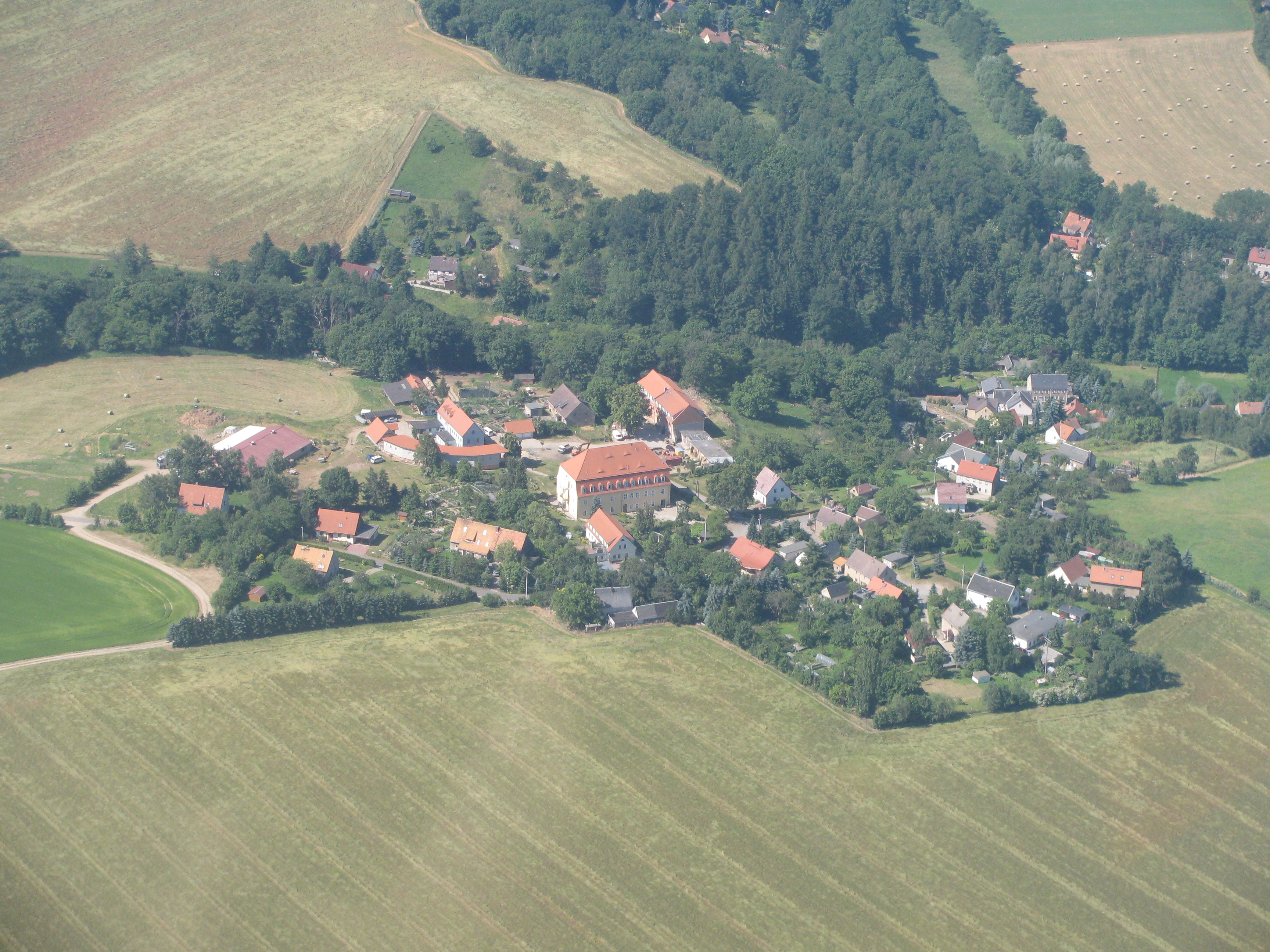
Munzig aus der Vogelperspektive

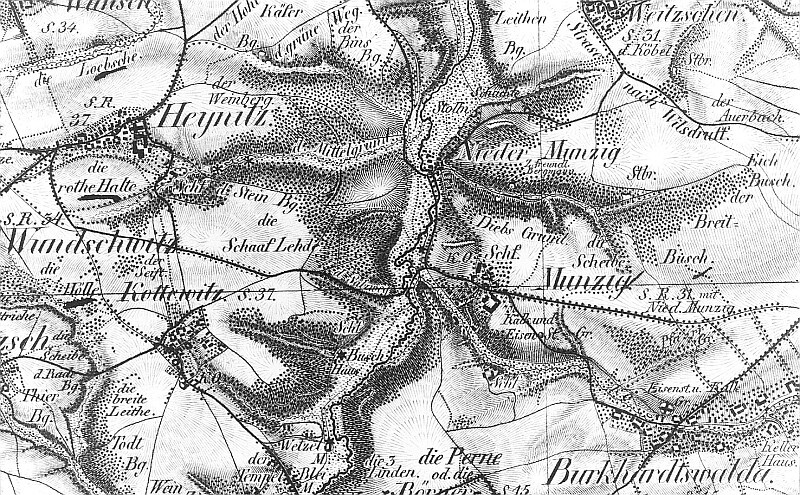
Munzig und seine Nachbarorte auf einer Karte aus dem 19. Jahrhundert

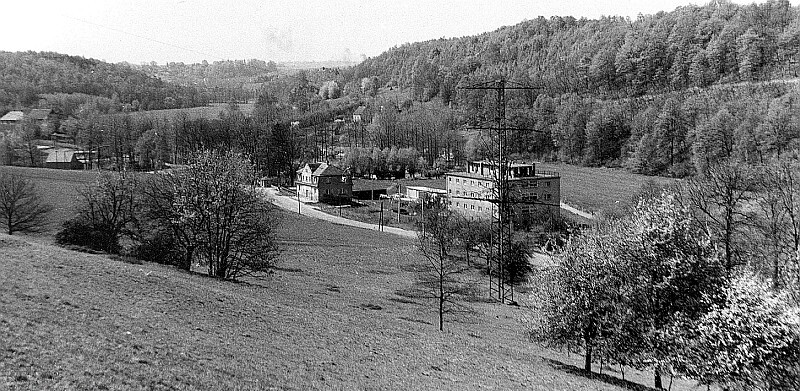
Triebischtal in Munzig, 1982

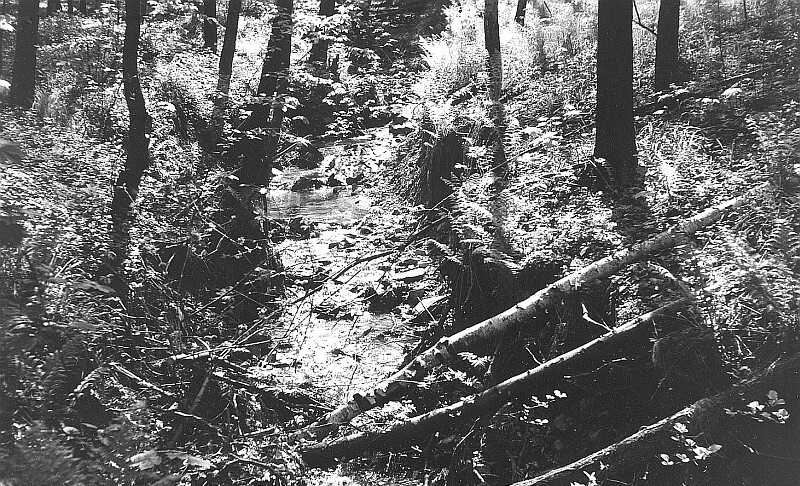
Diebsgrund bei Niedermunzig, 1981

Munzig liegt im Meißner Hochland zwischen Wilsdruff, Nossen und Meißen. Das Dorf ist umgeben von den anderen zu Klipphausen gehörenden Ortsteilen Miltitz im Nordwesten, Roitzschen im Norden, Weitzschen im Nordosten, Seeligstadt im Osten, Burkhardswalde im Südosten, Groitzsch und Perne im Süden sowie Rothschönberg im Südwesten. Westlich benachbart liegen die Nossener Ortsteile Kottewitz und Heynitz.
Munzig gliedert sich in Obermunzig und Niedermunzig, die in einer gemeinsamen Gemarkung liegen und durch die Straße „Lämmerberg“ verbunden sind. Obermunzig liegt an dem aus Burkhardswalde kommenden Bach bzw. oberhalb davon auf der orografisch rechten Seite des Talhangs. Niedermunzig befindet sich einen knappen Kilometer weiter nordwestlich im Tal der Triebisch. Am Ortsrand beginnt das Landschaftsschutzgebiet Triebischtäler. Im Diebsgrund, dessen Bach aus Richtung Seeligstadt nach Niedermunzig fließt, ließ Eduard Seidel, der Besitzer der Munziger Pappenfabrik (siehe Abschnitt Gebäude und Einrichtungen) einen Landschaftspark anlegen, durch den heute ein kurzer Naturlehrpfad führt.
Wichtigste Straße im Ort ist entlang der Triebisch die Tal- bzw. Hauptstraße, von der die Burkhardswalder Straße abzweigt. Weitere Straßen in Munzig sind die Bergstraße, der „Bäckereiberg“ und „An der Aue“. Der Erzweg weist in seinem Namen auf den in früherer Zeit im Ort betriebenen Bergbau hin. An den ÖPNV ist Munzig durch die Buslinien 413 und 418 der Verkehrsgesellschaft Meißen angebunden. Die Bahnstrecke Borsdorf–Coswig tangiert Munzig, Züge halten allerdings nur im benachbarten Miltitz.

## Ortsgeschichte
Erstmals erwähnt wurde das Dorf 1334 als „Munczig“. Im Jahr 1340 taucht ein „Jenchin von Muncik“, 1350 ein „Ticzmannus de Munczk“ in den Urkunden auf, so dass davon ausgegangen wird, dass sich in dieser Zeit ein Herrensitz im Ort befand. Im Lauf der Jahrhunderte wandelte sich der Ortsname unter anderem über die Stationen „Muntzczigk“, „Monzig“ und „Nuntzke“ hin zur heutigen Schreibweise, die 1791 belegt ist.
Die Entwicklung des Dorfes nahm im heutigen Obermunzig ihren Ausgang. Im Jahr 1457 gab es dort ein Vorwerk. Im 15. Jahrhundert entwickelte sich ein Rittergut, um das herum Munzig als Gutssiedlung mit einer 198 Hektar großen Gutsblockflur entstand. Die Grundherrschaft und mit ihr die Ober- und Erbgerichtsbarkeit übten im 16. Jahrhundert Angehörige des Adelsgeschlechts Miltitz als Besitzer des gleichnamigen Ritterguts aus. Das 1696 und 1764 erwähnte altschriftsässige Rittergut Munzig, dem neben Munzig selbst auch Weitzschen und Dreißig bei Mochau unterstanden, gehörte bis Anfang des 18. Jahrhunderts der Adelsfamilie Ende. Danach war es im Besitz der Familie Kölbel, anschließend bis zu Beginn des 19. Jahrhunderts des Adelsgeschlechts Schleinitz sowie bis um 1860 des Adelsgeschlechts Könneritz, auf das bis 1945 verschiedene bürgerliche Besitzer folgten. Eingepfarrt war Munzig nach Burkhardswalde und gehört deshalb heute zur Kirchgemeinde Burkhardswalde-Tanneberg.
Die Verwaltung des Ortes oblag jahrhundertelang dem Castrum bzw. dem Erbamt Meißen, wobei er Teil der Supanie Soppen war. Im Jahre 1856 gehörte Munzig zum Gerichtsamt Wilsdruff und kam danach zur Amtshauptmannschaft Meißen, aus der der gleichnamige Landkreis hervorging. Auf Grundlage der Landgemeindeordnung von 1838 erlangte Munzig Selbständigkeit als Landgemeinde. Am 1. Januar 1973 vereinigte es sich mit Burkhardswalde zu Burkhardswalde-Munzig, das wiederum seit dem 1. März 1994 zu Triebischtal gehört. Durch die Eingemeindung von Triebischtal am 1. Juli 2012 ist Munzig ein Ortsteil der Gemeinde Klipphausen.

### Einwohnerentwicklung
| Jahr | Einwohner                     |
| ---- | ----------------------------- |
| 1551 | 8 besessene Mann, 13 Inwohner |
| 1764 | 7 besessene Mann, 18 Häusler  |
| 1834 | 285                           |
| 1871 | 288                           |
| 1890 | 231                           |
| 1910 | 358                           |
| 1925 | 336                           |
| 1939 | 398                           |
| 1946 | 519                           |
| 1950 | 500                           |
| 1964 | 510                           |
| 1990 | siehe Burkhardswalde-Munzig   |

## Bergbaugeschichte

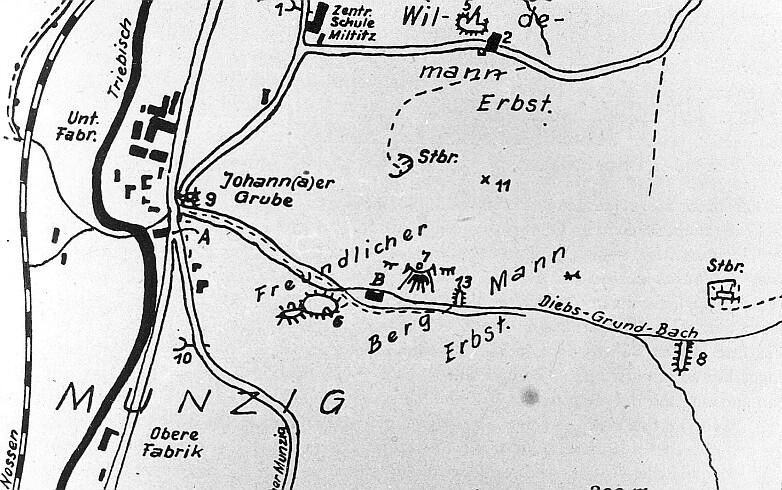
Karte vom Bergbaugebiet Diebsgrund, 1957

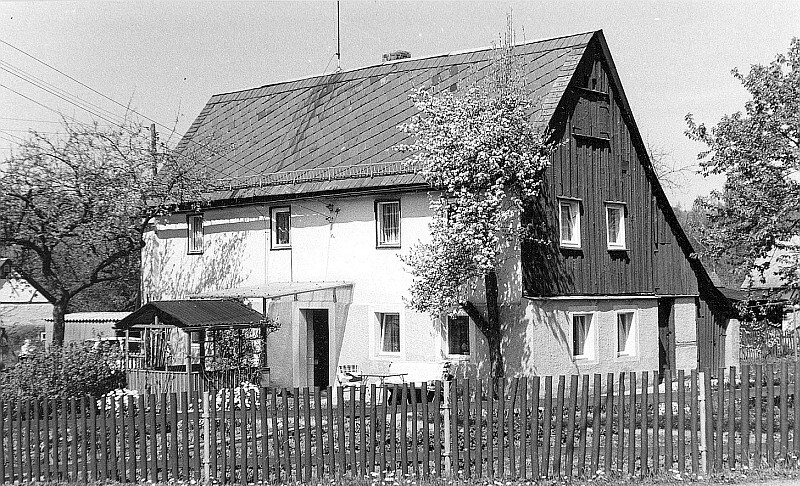
An diesem Munziger Haus befanden sich früher die Silberwäsche und das Pochwerk.

Munzig liegt in einem alten Bergbaugebiet; in naher Umgebung befinden sich unter anderem die Garsebacher Schweiz als weltgrößtes Pechsteinvorkommen, die Kalkwerke Miltitz und Groitzsch sowie das Mundloch des Rothschönberger Stolln. In Munzig selbst wurde seit 1514 silberhaltiges Gestein abgebaut, darunter Bleiglanz, Schwefelkies, Kupferkies, Zinkblende, Arsenkies und Kalkstein. Am Diebsgrund befanden sich die Gruben „Johanna-Erbstolln“ und „Freundlicher Bergmann“, in der Nähe lagen außerdem die Bergwerke „Donat-Spat“ und „Wilder Mann“ bei Weitzschen.
Kurfürst August ließ 1580 eine Schmelzhütte und ein Pochwerk errichten. In der Grube „Freundlicher Bergmann“ wurde 1715 Silbererz gefördert und an die Hüttenwerke nach Freiberg geliefert; die Ausbeute zwischen 1719 und dem Einstellen der Förderung 1802 betrug etwa 382 Kilogramm Silber. Zur Entwässerung diente der ab 1759 vom Eingang des Diebsgrunds her vorgetriebene „Johanna-Erbstolln“, 1778 übernahm der „Dürrwiesner Stolln“ diese Aufgabe. Im oberen Diebsgrund blieben verschiedene Spuren des jahrhundertelang betriebenen Bergbaus erhalten, darunter Pingen, Halden und Reste des Dammes, der den Bach aufstaute, um Antriebswasser für das Pochwerk zu gewinnen.

## Gebäude und Einrichtungen

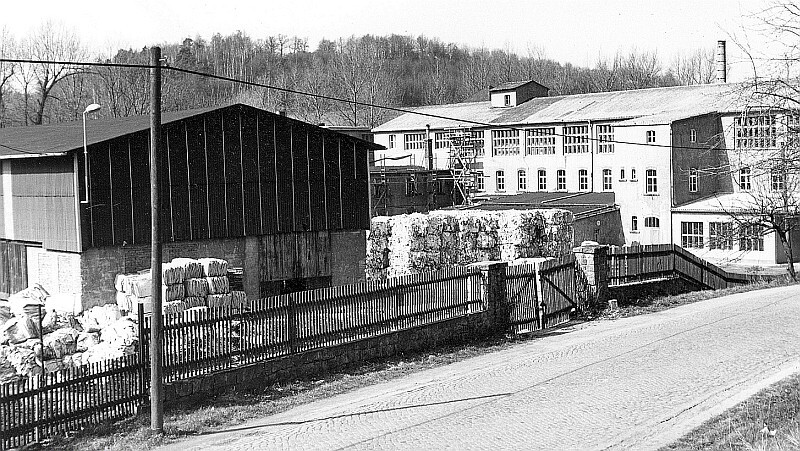
Ehemalige Pappenfabrik in Niedermunzig, 1980

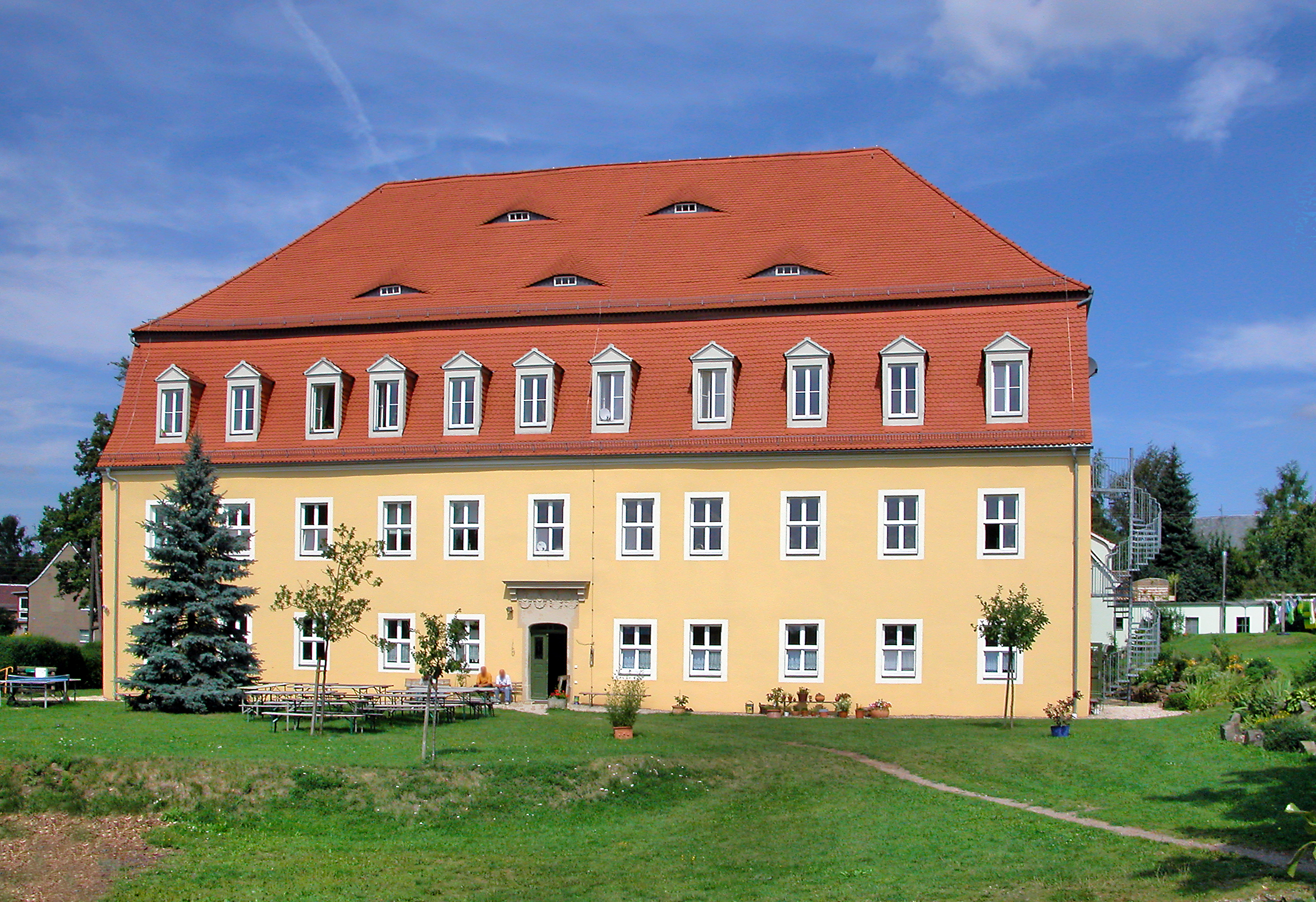
Herrenhaus Obermunzig

Zentral in Obermunzig, auf einem Bergrücken oberhalb des Triebischtals, liegt das Herrenhaus des früheren Ritterguts. Der zweigeschossige barocke Putzbau mit Mansardwalmdach wurde 1743 an der Stelle eines 1571 erwähnten Renaissance-Vorgängerbauwerks errichtet und 1784 sowie 1822 ausgebaut (zu seinen Besitzern in dieser Zeit siehe Abschnitt Ortsgeschichte). Nach der Enteignung und Auflösung des Ritterguts 1945 diente das Herrenhaus als Kinderheim. Unter anderem waren darin 1982/83 die Töchter der wegen „ungesetzlichen Grenzübertritts“ verurteilten Jutta Gallus untergebracht. Nach der Wende erhielt das Herrenhaus eine neue Bestimmung als sozialtherapeutisches Rehazentrum und Wohnheim für Suchtkranke. Das Herrenhaus und die Nebengebäude wurden bis 2001 umfangreich erneuert.

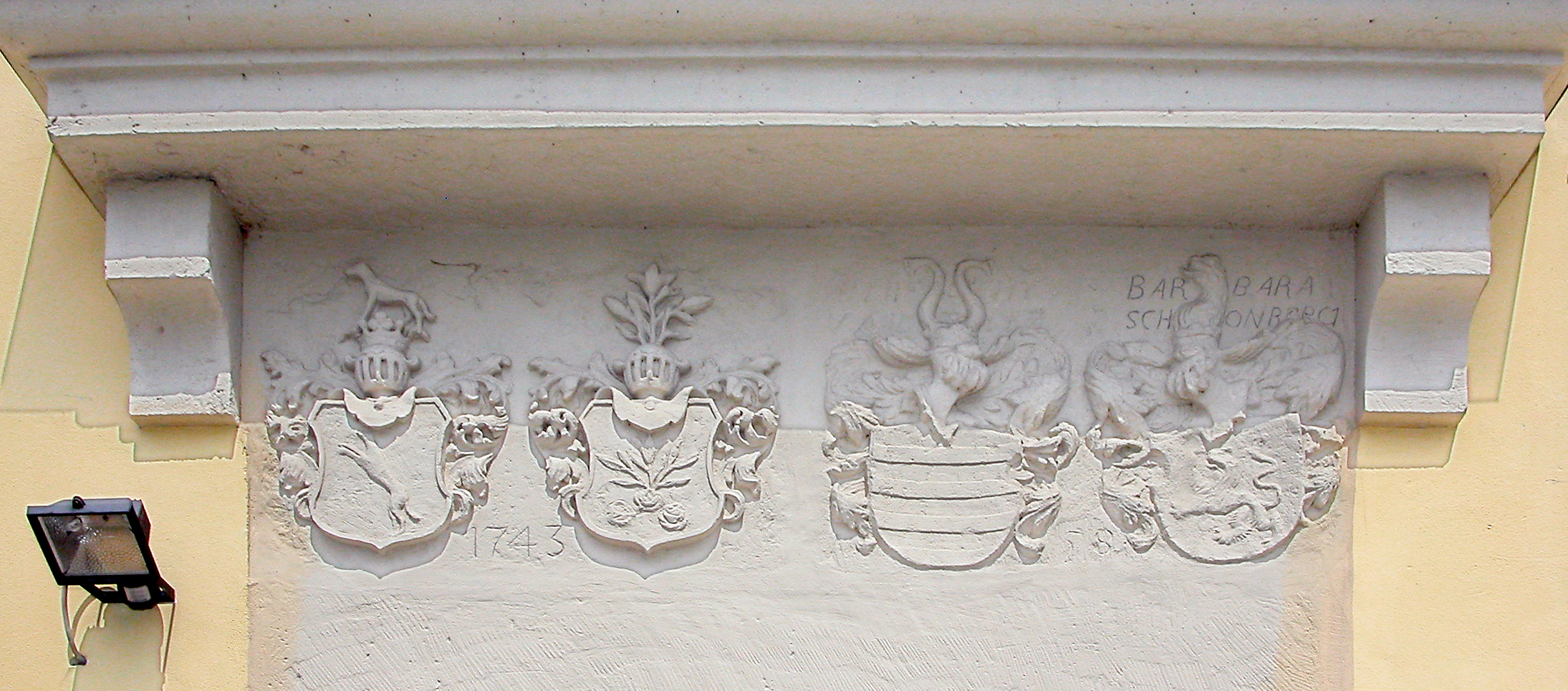
Herrenhaus Obermunzig (Gem. Klipphausen). Wappensupraporte

In Niedermunzig befindet sich das Kulturhaus Triebischtal, in dem vor allem Konzerte und Tanzveranstaltungen stattfinden. Es entstand um 1960 als Kulturhaus des VEB Pappenfabrik Munzig und diente der Freizeitbetätigung. Es ist weitgehend im Originalzustand erhalten; die Inneneinrichtung stammt bis heute aus der DDR-Zeit. Im Kulturhaus gibt es einen großen Saal mit Bühne und Filmvorführraum, eine Kegelbahn, einen Sport- und einen Probenraum sowie Pensionszimmer.
Die Pappenfabrik war größter Arbeitgeber in Munzig, ihr Nachfolgebetrieb besteht in umgewandelter Form noch heute. Ihrer Stromversorgung diente die 1892 aufgekaufte und umgerüstete Munziger Mahlmühle. Auf ehemaligen Teilen ihres Betriebsgeländes in Niedermunzig befinden sich heute Strecken für den Rennsport mit funkferngesteuerten Modellautos.
Mehrere Gebäude im Ort sind als Kulturdenkmal geschützt (siehe Liste der Kulturdenkmale in Klipphausen#Munzig).

## Persönlichkeiten
- Kurt Dämmig (13. Dezember 1884 in Munzig; † 14. Juni 1944 in Dresden), deutscher Bildhauer